# فلوت باس
فلوت باس یکی از انواع سازهای بادی و از خانواده فلوت است.
این ساز کمتر در تکنوازی‌ها مورد استفاده قرار گرفته‌است و بیشترین کاربرد آن در ارکستر فلوت (فلوت کر) می‌باشد که تأمین‌کننده فرکانسهای «بم» (فرکانس پایین) در یک قطعه موسیقی است.

## صدا دهی
این فلوت یک اوکتاو (فاصله هشتم) بم تر از یک فلوت استاندارد صدا می‌دهد. گستره صدایی این ساز از «نت دو اوکتاو سوم پیانو» (C3)، (یعنی یک اوکتاو بم تر از دو میانی C4) تا «نت دو اوکتاو ششم» (C6) می‌باشد. آهنگساز، نت‌های مربوط به فلوت باس را مانند فلوت معمولی می‌نویسد، اما در هنگام اجرا، یک اوکتاو (فاصله هشتم) بم تر صدا می‌دهد. معمولاً نت‌های بالاتر از «لا اوکتاو ششم» (A6) به دلیل اینکه در فلوت باس خوب صدا نمی‌دهند، نوشته نمی‌شوند. از این رو در تصویر گسترهٔ صوتی تا «نت لا» (A) نشان داده شده‌است.

## شکل، اندازه و جنس ساز
فلوت باس از فلوت و فلوت آلتو بزرگ‌تر است و صدای آن بم تر (کلفت‌تر) است. طول این ساز، حدود ۱۴۶ سانتیمتر (۵۷ اینچ) است. «سرساز» در فلوت باس را معمولاً به فرم منحنی و «J» شکل می‌سازند تا دسترسی نوازنده به سوراخ دهانی «سرساز» فلوت امکان‌پذیر باشد.
جنس «بدنه» و قسمت «سرساز» فلوت باس را معمولاً از جنس آلیاژ «نیکل - نقره» با روکش نقره می‌سازند.